# بردفیلد، بارکشر
بردفیلد (به انگلیسی: Bradfield) یک روستا و محله مدنی در بریتانیا است که در بارکشر غربی واقع شده‌است. بردفیلد ۱۶٫۶۷ کیلومتر مربع مساحت و ۲٬۱۷۷ نفر جمعیت دارد.